# VVC Vught
VVC Vught est un club néerlandais de volley-ball fondé en 1968 et basé à Vught qui évolue pour la saison 2014-2015 en Topdivisie dames.

## Palmarès
- Championnat des Pays-Bas
  - Vainqueur : 1993, 1996, 1997.
- Coupe des Pays-Bas
  - Vainqueur : 1993, 1994, 1996, 1997.
  - Finaliste : 1995, 1999.
- Supercoupe des Pays-Bas
  - Vainqueur : 1993, 1994, 1996, 1997.

## Effectifs

### Saison 2014-2015
Entraîneur :  Marcel de Laat